# Székesfehérvár állomás II. számú irányítótornya
Székesfehérvár állomás II. számú irányítótornya Magyarország egyetlen áthidalásos szerkezetű vasúti irányítótornya volt, igazi építészeti kuriózum: két vágány fölött átívelő, masszív lábakon álló, hídszerű, impozáns irányítóépület. Építészének kiléte nem tisztázott, sokáig úgy gondolták, hogy az Ybl Miklós-díjas Rimanóczy Gyula tervezte, de az építész fia, a szintén építész Rimanóczy Jenő nyilatkozata alapján ma már valószínűbb, hogy a vasútállomás többi épületéhez hasonlóan ez is Kelemen László munkája.
A magyar vasúti építészet egyik csúcspontjának számító irányítótorony a pályaudvar 2014–2016-os rekonstrukciójának keretei között került lebontásra 2016. május 11–13-án. A 2016. december 31-én megszűnt Forster központ, mely műemléki védelemmel láthatott el épületeket, május 18-án tartott volna bejárást a toronynál, ami után megindíthatta volna a műemlékvédelmi eljárást az épülettel kapcsolatban. Az irányítótornyot politikai és civil szervek egyaránt próbálták megmenteni a bontástól, de végül minden igyekezet hiábavalónak bizonyult.

## Története

### Építése
Előzmények
A székesfehérvári pályaudvart 1860-ban nyitotta meg a Déli Vasút. Az évtizedek alatt egyre fontosabb csomóponttá váló vasútállomás a második világháborúban az amerikai légicsapások elsődleges célpontjává vált. Az egész pályaudvart újjá kellett építeni. Az állomáshoz kapcsolódó épületek (felvételi épület, fűtőház, járműjavító stb.) tervezése 1949-ben kezdődött. A fennmaradt tervrajzok alapján mindezen elemek jól beazonosíthatóak a vágányhálózattal, utaskiszolgáló létesítményekkel (aluljáró, peron) együtt. A gyakorlatban az eredeti tervekhez képest csupán egyetlen szembetűnő változás látszott: áthelyezték a forgalomirányító központot.
Tervezés, kivitelezés
A vasbeton irányítótornyot eredetileg a budapesti (úgynevezett kezdőponti) oldalon, a váltókörzet mellett tervezték elhelyezni, Kelemen László építész azonban úgy döntött, hogy áthelyezi az épületet a két leghosszabb peron (a C és D) végére. Ezzel a megoldással az állítóközpont az V-VI. vágányok fölé, illetve a IV-VII. vágányok közé került. Ez rendkívül egyedi és szokatlan megoldásnak számított, amire külön engedélyt kellett kérni Bebrits Lajos akkori közlekedési minisztertől.

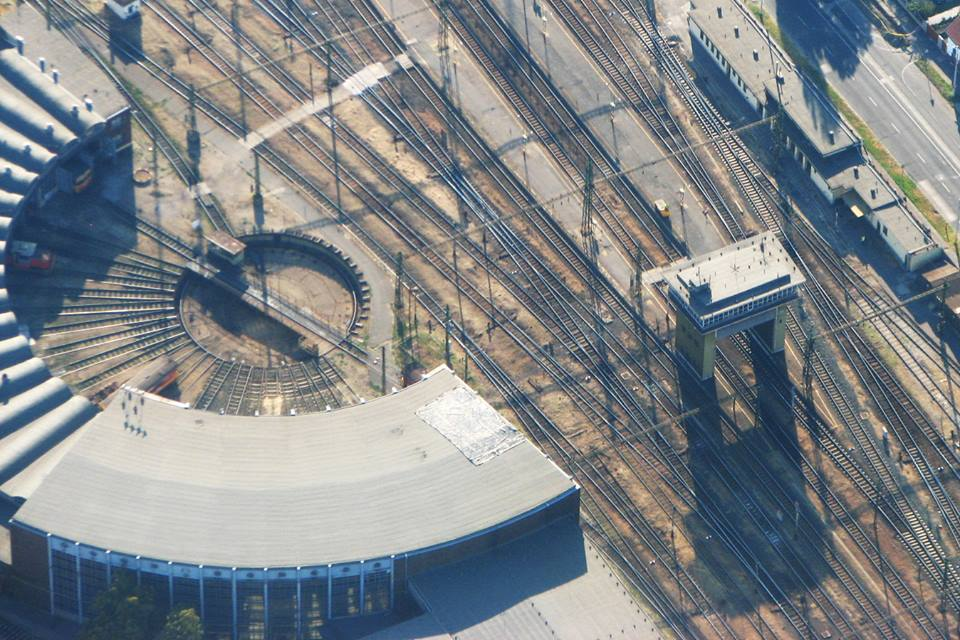
A torony elhelyezkedése. Balra a fűtőház köríve és a fordítókorong

Az ötlet valószínűleg Rimanóczy Gyula építész olaszországi tanulmányútjáról származott: Milánó és Bologna pályaudvarain mind a mai napig láthatóak a vágányok fölött, két lábon nyugvó irányítótornyok. Az első elképzelések, tervek, sőt az első piszkozat is fennmaradt 1952-ből; a végleges tervek 1954-re készültek el. A kivitelezési munkákat a MÁV Budapesti Építési Főnökség még abban az évben el is végezte. Ezekre vonatkozóan az állítóközpont alapjaira vonatkozó építési terv is fennmaradt, ami szigorú rendelkezést tartalmazott mind munkavédelmi, mind építési szempontból, mivel az építkezés ideje alatt a vonatközlekedés folyamatos volt.
Az új vasútállomást 1954-ben adták át. Ekkor Magyarország legmodernebb, világszínvonalú állomásának számított a különleges megoldásaival. A legnagyobb újdonságot a vágányok fölé épített irányítótorony jelentette.

### Üzemelése

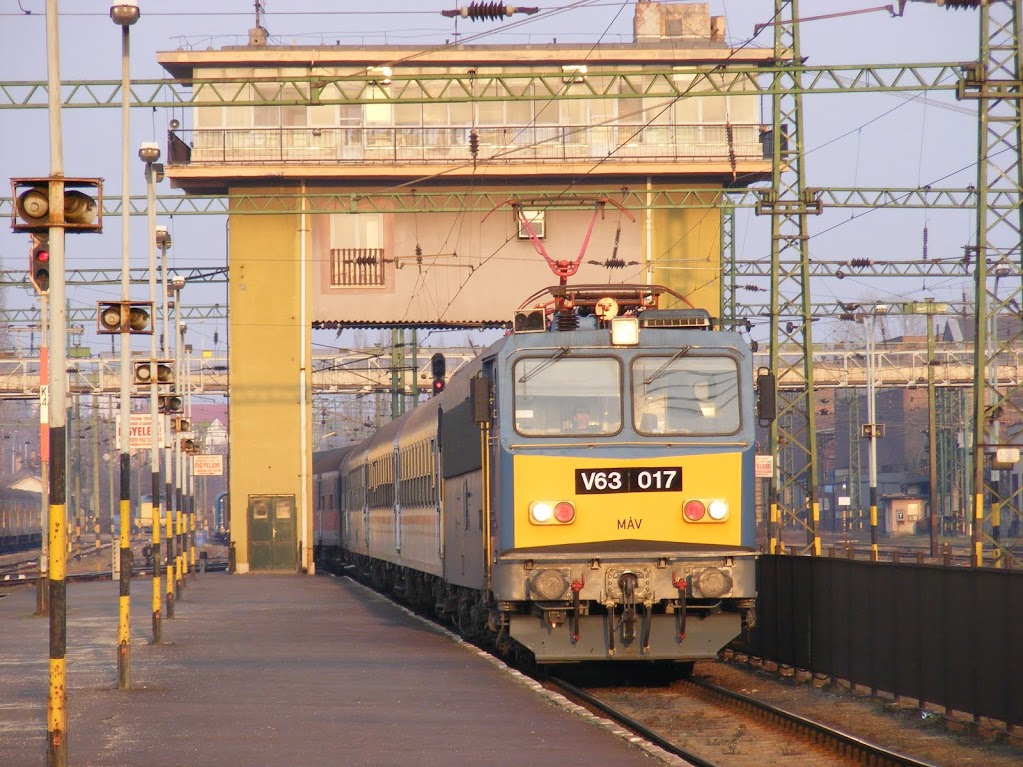
V63 017 halad gyorsvonattal a torony alatt 2008-ban

A II-es számú állítóközpont az építésétől a lebontásáig szinte változatlan formában szolgálta a vonatközlekedés biztonságát. Ami a technikát illeti, apró módosítások érintették az INTEGRA típusú váltókezelői és rendelkezői pultot. Külsőleg sem történt jelentős átalakítás, kisebb változtatások azonban itt is felróhatók: eltávolították a terasz feletti, a személypályaudvarra néző nagy órát, illetve az öt-öt első emeleti kis ablakból négy, illetve három befalazásra került.

### Lebontása
A székesfehérvári pályaudvar 2014–2016. évi átépítésének terve az irányítótorony felújítását nem tartalmazza, annak elkészítése során az épület elbontásával számoltak.
A műemlékké (nem) nyilvánítás kálváriája
A Kulturális Örökségvédelmi Hivatal Közép-Dunántúli Irodájának szakemberei 2009. április 8-án helyszíni bejárást tartottak a pályaudvar különleges létesítményeinek védelme ügyében. Az irányítótorony, a fűtőház, a fordítókorong és a felvételi épület fel is került arra a listára, amely a műemléki védettségre méltónak bizonyuló épületeket tartalmazta. Erről 2009. október 22-én határozat is született, ezt megerősítendő október 26-án a fönt említett épületek ideiglenes műemlékvédelmet kaptak, valamint megindult a végleges védetté nyilvánítás folyamata is. Sajnos a műemlékvédelmi hivatal átszervezése miatt a folyamat lelassult, 2011-re tolódott. Ugyanezen év márciusában Szarvas Ferenc akkori MÁV-vezérigazgató és dr. Tamási Judit, a Kulturális Örökségvédelmi Hivatal (KÖH) akkori elnöke megállapodásban rögzítette azon vasúti építmények listáját, melyek műemléki védelme szóba jöhet. A megállapodásban leszögezték az irányítótorony műemléki védelemre való felterjesztését is.

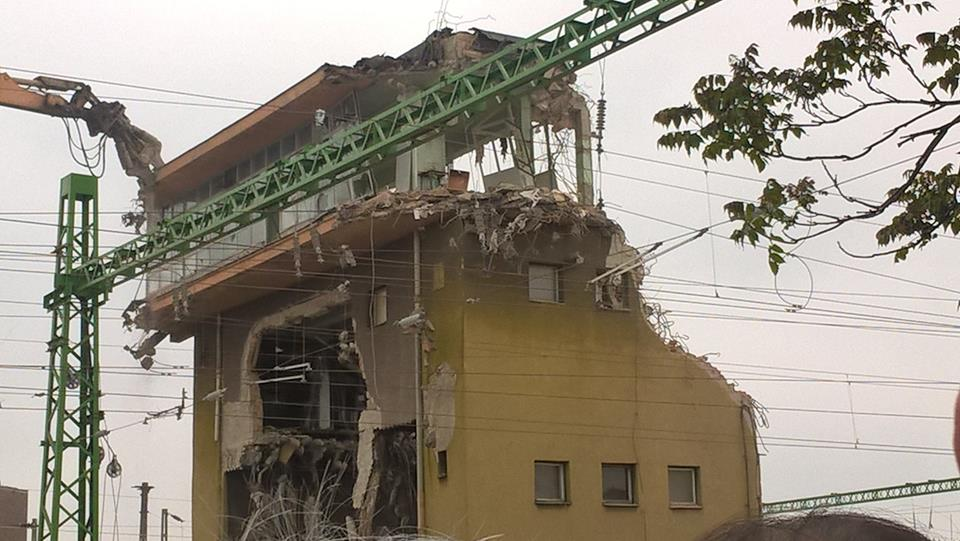
Bontás közben

Ekkor a NIF Zrt. közleményt adott ki, melyben leírták, hogy 2011 májusában volt egyeztető tárgyalás a Nemzeti Erőforrás Minisztérium, a MÁV, a MÁVTI, a KÖH és a NIF képviselőinek részvételével. A téma az épületegyüttes és pályaudvar kertjében álló pályamunkás-szobor műemléki védettsége volt. A felvételi épület, a fűtőház a fordítókoronggal, valamint a pályamunkás szobra megkapta a végleges műemléki státust, a II. számú irányítótorony ideiglenes védettsége viszont megszűnt. Megjegyezték, hogy a tárgyaláson a II. számú torony elbontásának szükségességét a KÖH sem vitatta, csak a torony új helyen való felállítását javasolta. A javaslat műszaki tartalmának és költségigény-tervének kidolgozását a KÖH kapta feladatul. Elmondták, hogy a KÖH tudomásuk szerint nem élt a javaslattéli jogával.

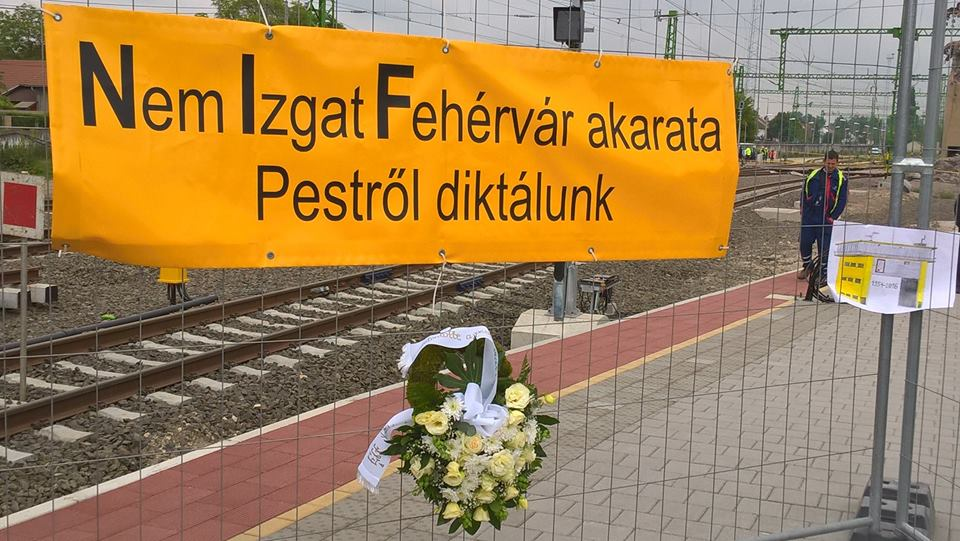
A székesfehérvári Jobbik molinója a bontáskor az állomáson. Szerintük a budapesti központú NIF önkényesen, a fehérváriak véleményével nem törődve döntött a torony ügyében. A három kiemelt betű a beruházó NIF-re utal

2016 márciusában a Forster központ egy akkor 15 éves móri diák, Maron Szilárd bejelentése okán a műemlékekről szóló rendelet alapján megindította a torony nyilvántartási eljárását. A központ Maron Szilárd és Szűcs János közérdekű bejelentéseként tartotta számon az erről szóló levelet, mivel az abban megtalálható dokumentumok nagy része Szűcs János tanulmányai voltak. A nyilvántartási eljárás első lépéseként tartott helyszíni szemlén a MÁV és a NIF képviselői is jelen voltak. Ám a Forster központ szakemberei a határidő elteltével mégsem hozták meg a határozati javaslatukat a toronyról, mégpedig azért, mert a központ márciusban nem vonta be ügyfélként a NIF-et, hiszen a NIF nem szerepel a tulajdoni lapon. Ám közben kiderült: a NIF is jogosult arra, hogy ügyfélként szerepeljen az eljárásban, ezért a Forster központ új eljárást indított. Megkérdezték a NIF-et, szeretné-e, ha megismételnék a helyszíni szemlét. A NIF erre igennel felelt, annak ellenére, hogy már a márciusi szemlén is képviseltették magukat a szakembereikkel.
A Forster központ május 18-ára újabb bejárást ígért, de a kivitelező május 11-én, az állomás feszültségmentesítése és a budapesti oldal teljes kizárása mellett megkezdte az épület bontását.
Pro és kontra
A beruházó Nemzeti Infrastruktúra-fejlesztő Zrt. és a torony megmentéséért küzdő civilek, politikai pártok, valamint a toronyban szolgálatot teljesítő személyzet tagjai egyaránt tudtak fölhozni szakmai és nem szakmai érveket a torony lebontása mellett, illetve ellene.
Pró
- A NIF Zrt. szerint torony alatt nincs elegendő hely két vágány elvezetéséhez. A szabályok alapján 12 méterre lenne szükség, de csak 9,15 méter áll rendelkezésre. Mivel az elmúlt 60 évben megváltoztak a technológiai előírások, ezért azt is figyelembe kell venni, hogy a vágányok között 5 méter távolságnak kell lennie, míg a vágányok mellett biztosítani kell az üzemi közlekedési teret, ami 3,5 méter (3,5 × 2 = 7, 7 + 5 = 12). Az utóbbira a vágányok javítása és vizsgálata miatt van szükség.
- Az épület az átépítéssel funkcióját vesztette, fölöslegessé vált: a modern biztosítóberendezéseknél már nincs szükség arra, hogy fölülről figyeljék a vágányokat, az épület tehát funkció híján elhagyatottá, éveken belül romossá válna.
- A lebontás mellett érvelő civilek szerint késő volt már a toronyért lobbizni, hiszen veszélybe kerülhetett (akár teljesen le is állhatott) volna az építkezés.[5]

Kontra

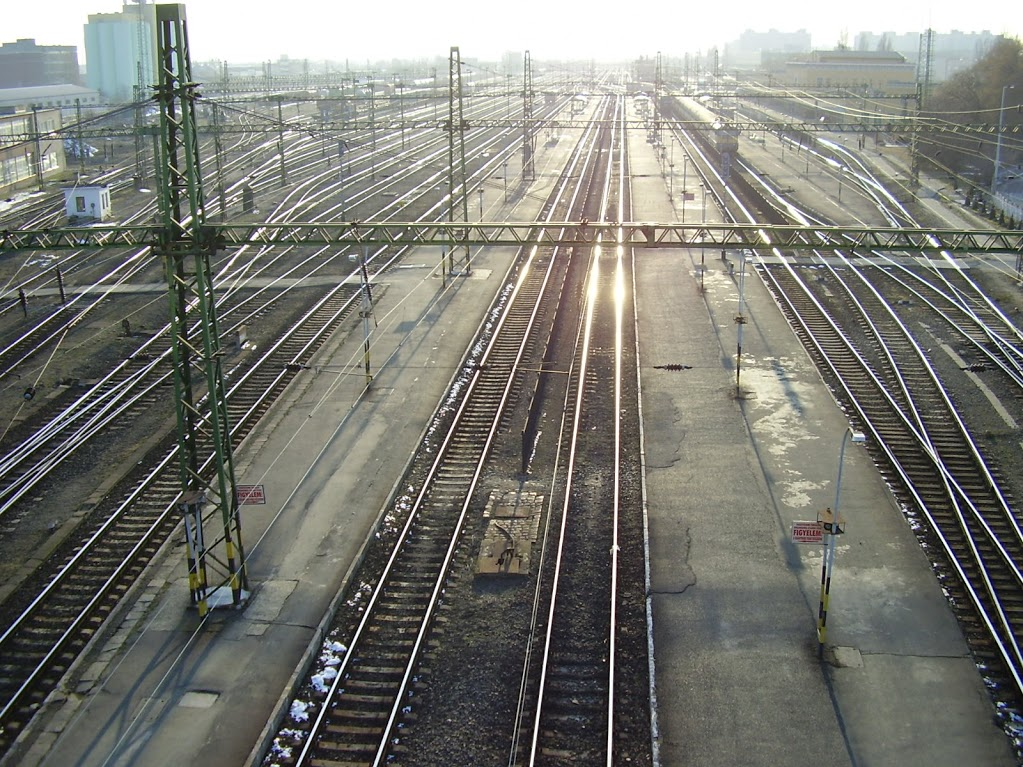
A szakmai szempontból is rendkívül értékes panoráma. Kilátás a toronyból az átépítés előtt

- Szűcs János, az irányítótoronyban évekig szolgálatot teljesítő szakember szerint a pályageometria minimális módosításával el lehetett volna érni, hogy a torony alatt csak egy vágány, illetve egy váltó kapjon helyet, ami mellett szinte ugyanott futhattak volna a sínek, mint az átépítés előtt. Tehát az üzemi közlekedési tér hiányát meg lehetett volna oldani ezzel a szabályozással.
- A torony bontása költséges, mivel a szerkezet vasbeton, és az épületet a bontás ideje alatt is vágányok vették körül.
- A civil szervezetek, politikai pártok, illetve a város szerint a torony más funkciót is kaphatott volna: múzeumot, kávéházat, kilátót csinálhattak volna belőle.[5]
- A fehérvári civilek legfőbb érve az épület különlegessége volt, továbbá véleményük szerint így a város egyik jelképe pusztult el a vasútállomás modernizációja során. A kialakult helyzet egyediségét jelzi Sárvári Zoltán, a civil szerveződés egyik vezetőjének kijelentése is, miszerint nem kell vasutasnak lenni ahhoz, hogy fehérváriként büszkék lehessenek az irányítótoronyra.[6]

### A maradványok sorsa
A torony muzeális értékű berendezései közül kettő, a vágányábra és az INTEGRA típusú váltókezelői és rendelkezői pult a Magyar Műszaki és Közlekedési Múzeumba került.

## Szerkezeti, technikai adatok

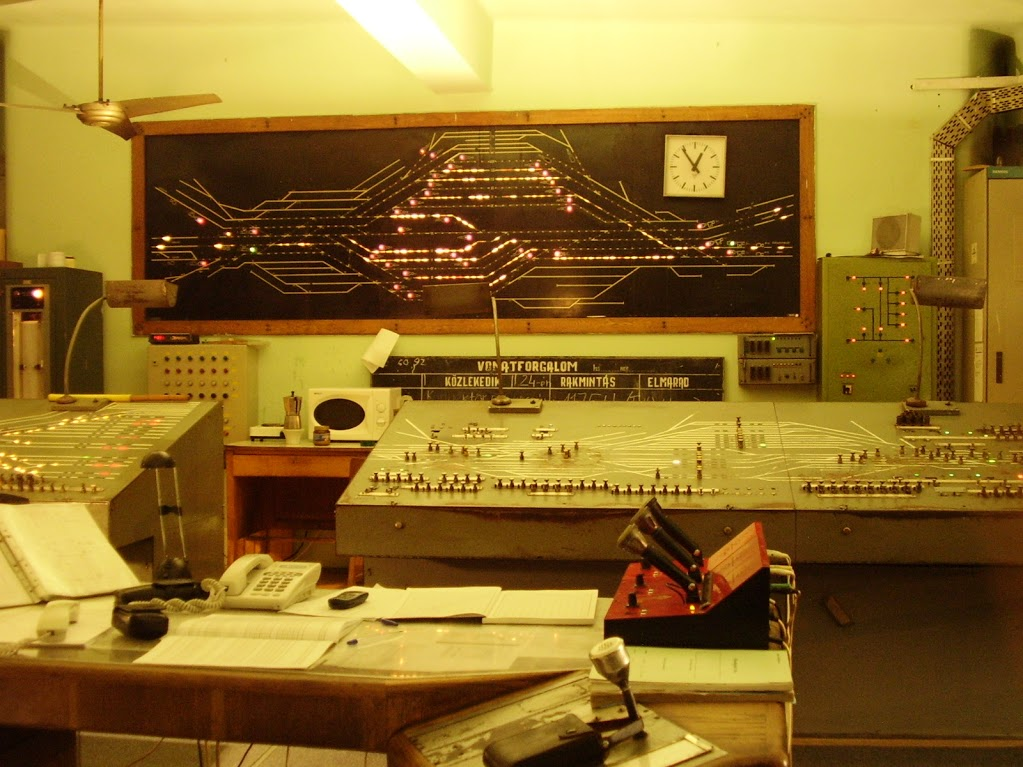
Az irányítótorony egykori vágányábrája, előtte az INTEGRA

A torony teljes magassága a talajszinttől a tetejéig több mint 16 méter volt. Az építmény két, 3,6 méter széles és 7 méter hosszú vasbeton alapon nyugodott, amik 2 méterrel voltak a földfelszín alá süllyesztve. A lábak magassága a talajszinttől az első emeletig 8 méter volt, az áthidalás közöttük 9,15 méter. Az első emeleten volt a jelfogóhelyiség az 1954-ben telepített INTEGRA típusú jelfogókkal, és még egy helyiség, ahol az 1990-es évekig folyamatos biztosítóberendezési készenlét volt. A második emelet több mint 11 méteres magasságban helyezkedett el, itt látta el a munkáját a forgalmi személyzet. Itt egy INTEGRA típusú váltókezelői és rendelkezői pult, valamint egy 1,8 × 4 méteres áttekintő vágánytábla szolgált segítségül. Kisebb átalakításokkal egészen a bontásig ez a szerkezet szolgálta a vonatközlekedés biztonságát.
A második emeleti részt körbevette egy körülbelül 65 cm széles erkély, ahonnan remek rálátás nyílt a pályaudvar valamennyi, a forgalomszabályozás szempontjából lényeges elemére: a személy-, teher- és rendező-pályaudvari, valamint tároló és fűtőházi vágányokra egyaránt. A forgalomirányító helyiséget üvegfal vette körbe, ezért szolgálat közben is folyamatos figyelemmel lehetett kísérni a vonatközlekedést, ami óriási segítséget jelentett a forgalmi személyzetnek. Ez olyan tényezőnek számított, amit egyetlen olyan biztosítóberendezés nem tud pótolni, amely a felvételi épületen belül, egy kis szobában kap helyet.
Az épület elhelyezése az idők folyamán vasúti forgalomszabályozási szempontból igazolta a létjogosultságát. Magyarországon nem volt példa arra, hogy egy ekkora pályaudvar szinte teljesen belátható legyen a forgalomirányító helyiségből. Ergonómiai szempontból is szellős, kényelmes méretű épület állt a fehérvári forgalmi kezelőszemélyzet rendelkezésére.

## Az építész személye körüli viták
2016-ig nagyrészt általánosan elfogadott tényként kezelték, hogy az irányítótornyot id. Rimanóczy Gyula (1903–1958) Ybl-díjas építész tervezte, abban az évben azonban egy, a Wikipédián, ezen szócikk apropóján történt beszélgetést követően Rimanóczy szintén Ybl-díjas építész fia, Rimanóczy Jenő (1933–) azt nyilatkozta a Fejér Megyei Hírlapnak, hogy az édesapja az 1950-es években nem dolgozott Székesfehérvárott, és a terveken szereplő Kelemen László aláírás melletti két Rimanóczy szignó nem édesapja kézjelei, hanem az övéi, miután abban az időben a KÖZÉPTERV kezdő rajzolója volt Kelemen László építész szárnyai alatt. A feltételezés alapja, miszerint Rimanóczy Gyula tervezte a tornyot, az lehetett, hogy akkoriban csak egy Rimanóczy tevékenykedett építészként, a pályaudvar tervezője mellett rajzolóként dolgozó fiatalabbik fiára azonban senki sem gondolt. Így tehát kijelenthető, hogy a torony tervezője a teljes vasútállomás építészi munkáinak nagy részét jegyző, ugyancsak Ybl-díjas Kelemen László építész lehetett. Csutiné Schleer Erzsébet, a torony lebontása ellen korábban kampányoló székesfehérvári építész szerint azonban az irányítótorony nem illik Kelemen munkásságába, tehát a tervező személyét tulajdonképpen továbbra is homály fedi.

## Galéria

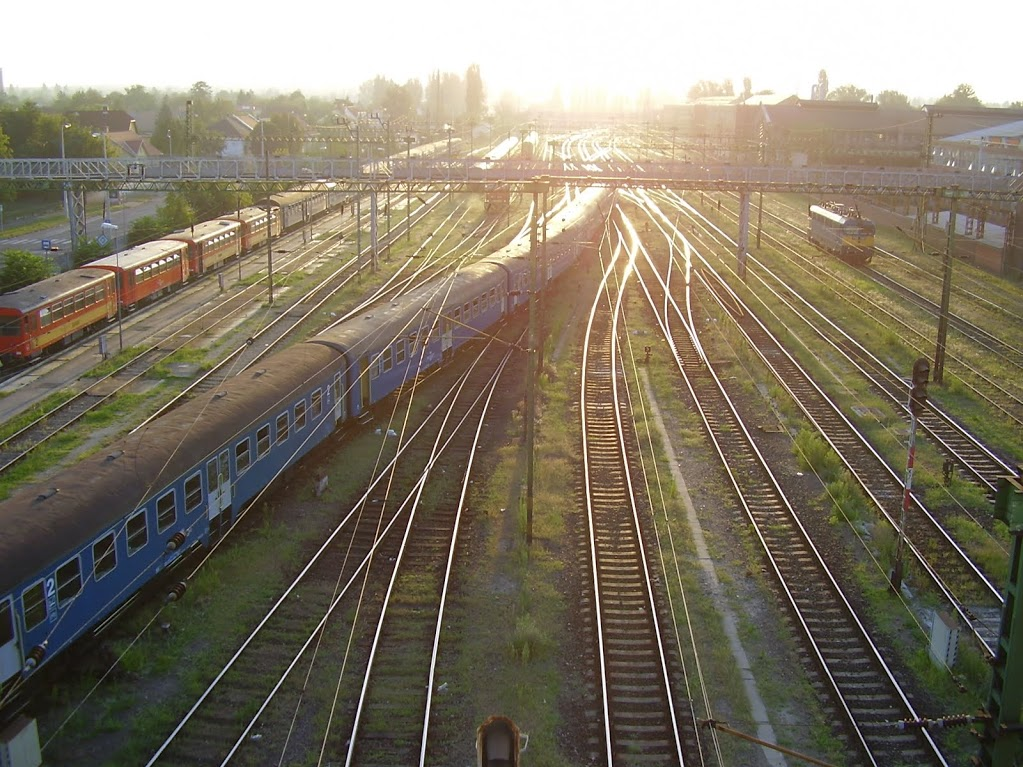
Kilátás Bicske, Budapest, Börgönd felé
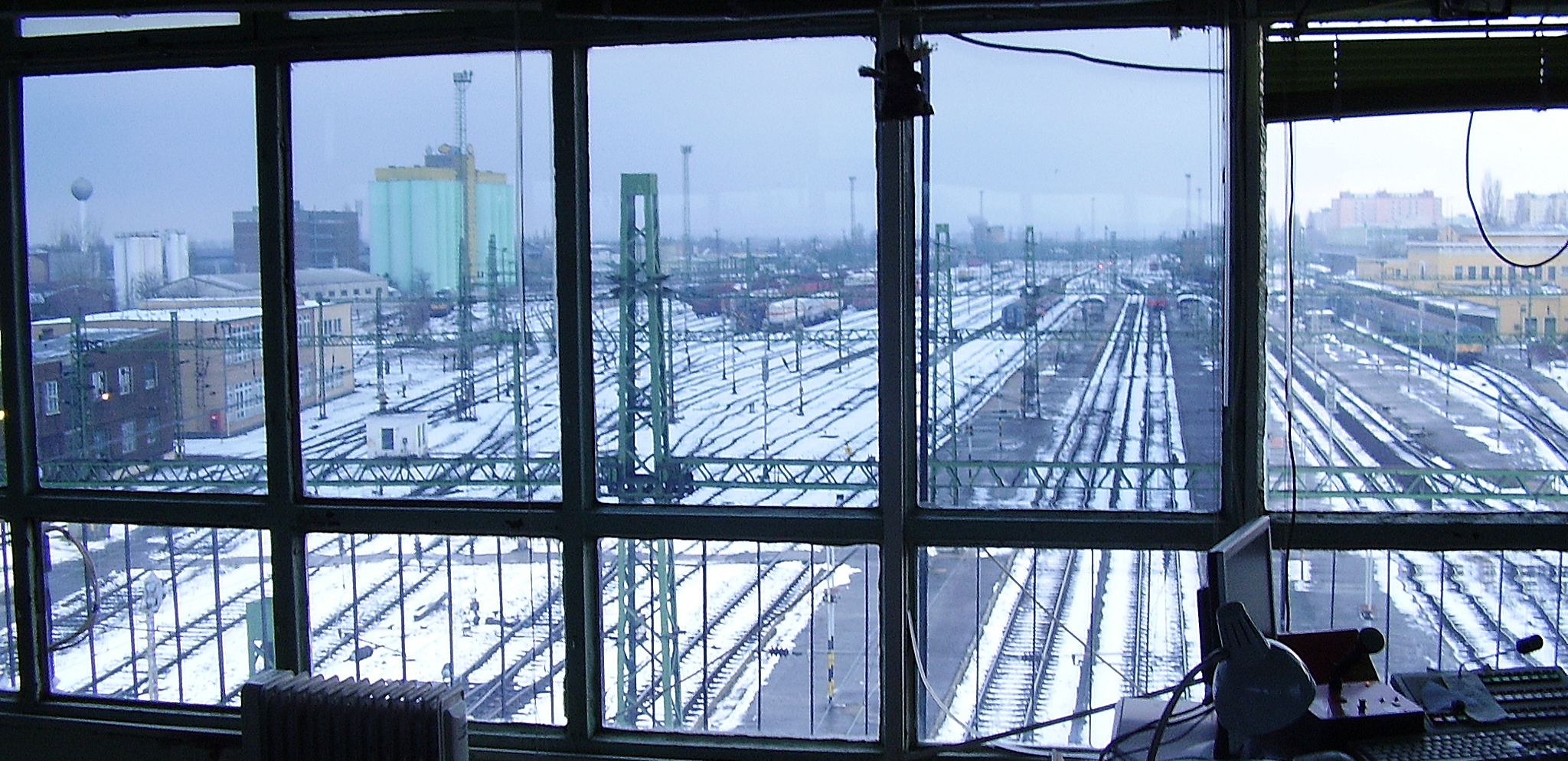
Kilátás a Balaton, Szombathely, Komárom felé
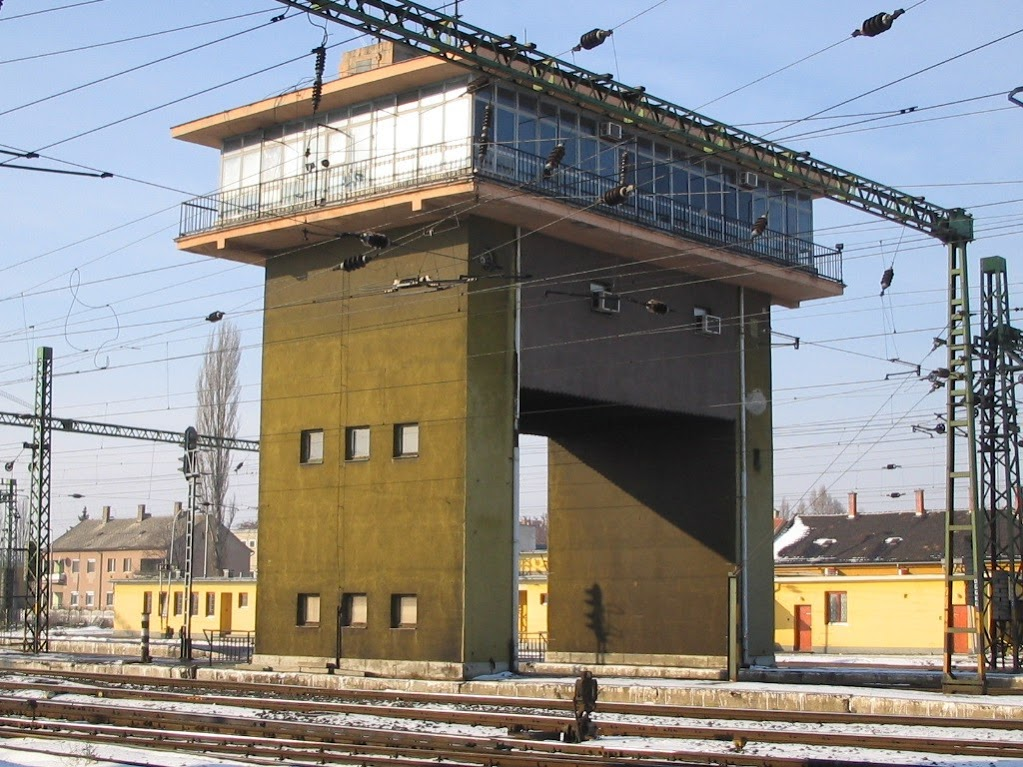
Nem sokkal az átépítés előtt
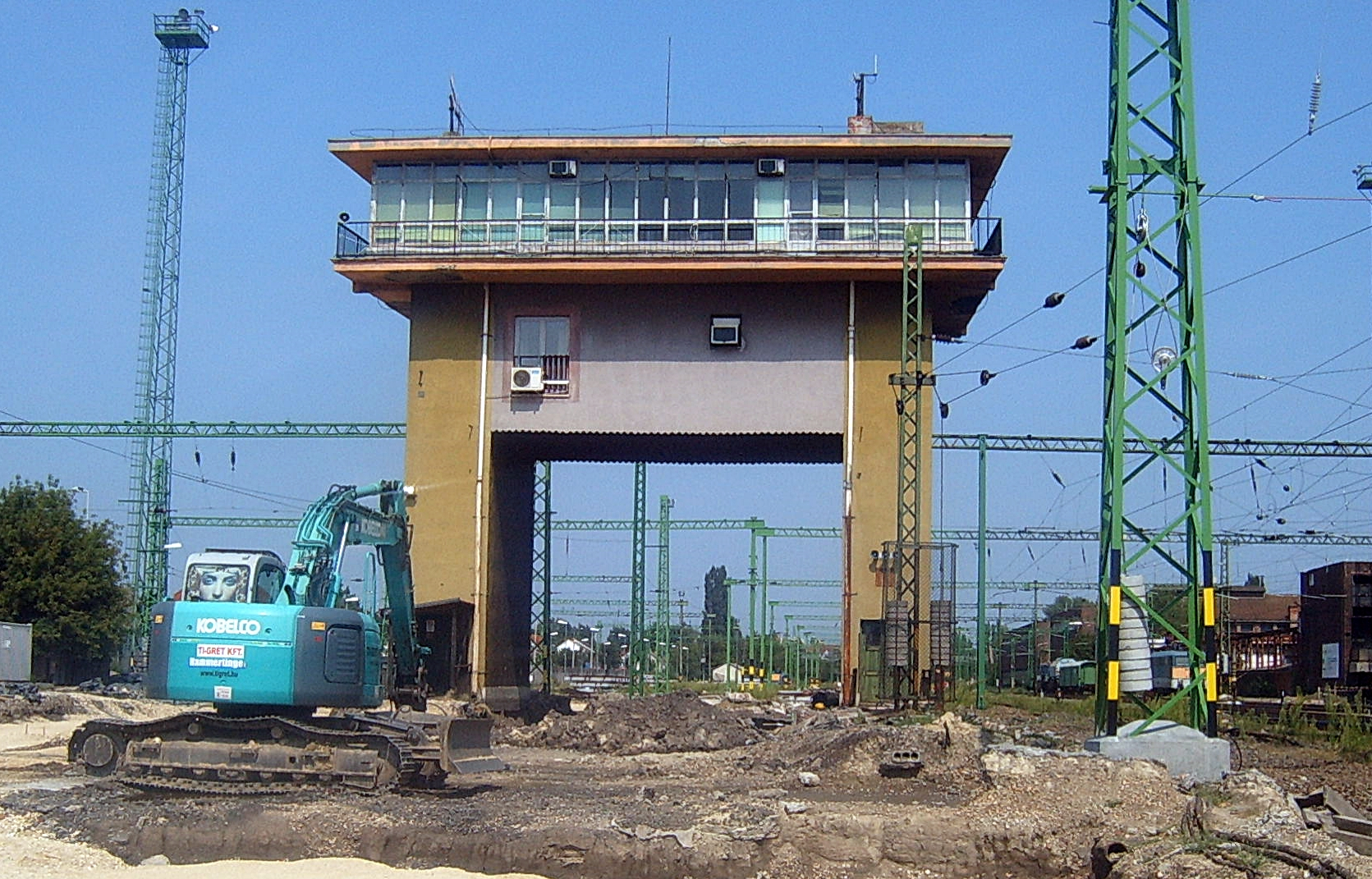
Az átépítés alatt